# ヴォルフ＝ディートリッヒ・ヴィルケ
ヴォルフ＝ディートリッヒ・ヴィルケ（Wolf-Dietrich Wilcke, 1913年3月11日 - 1944年3月23日）は、ドイツ空軍の軍人。大佐。第二次世界大戦時のドイツ空軍のエース・パイロットの1人であり、飛行隊司令官や航空団司令官として指揮を執りながら162機の撃墜を記録したことで知られている。
貴公子のような佇まいと落ち着きのある気品に満ちた振る舞いから「Fürst（フュルスト）」（公爵、侯爵の意）と呼ばれ、親しまれた。

## 生涯
1913年3月11日に、当時ドイツ領であったポーゼンで生まれた。
1935年にドイツ空軍に入隊し、士官候補生となった。1937年にパイロットの資格を得て、1939年3月に中尉となって、スペイン内戦に派遣中の第88戦闘飛行隊に配属された。しかし、内戦はその2ヶ月後に終結したため、初撃墜は記録されなかった。
1939年9月の第二次世界大戦勃発後、第53戦闘航空団（JG53）に配属され、同団第III飛行隊第7飛行中隊（7./JG53）の中隊長となり、同年11月7日に初撃墜を記録した。1940年5月のバトル・オブ・フランスに参戦し、同年5月18日にフランスのホーク75によって撃墜されて捕虜となるが、フランス降伏後に解放されている。その後、バトル・オブ・ブリテンの直前の同年8月11日に、第53戦闘航空団第III飛行隊（III./JG53）の本部付けとなり、この戦いではイギリス空軍機を10機撃墜してエース・パイロットの仲間入りをした。
1941年6月22日のバルバロッサ作戦によって独ソ戦が開始する前に、大尉に進級してIII./JG53の飛行隊司令官に就任した。バルバロッサ作戦ではドイツ陸軍のソビエト連邦侵攻の支援を担当し、モスクワ方面へ進んだ。6月22日には5機撃墜を記録している。その後、通算25機撃墜を記録した8月6日に騎士鉄十字章を授与された。12月にIII./JG53は地中海域に移動して北アフリカやマルタ島周辺を戦場とした。その中で32機の撃墜を記録している。
1942年5月19日に少佐へ進級の上、第3戦闘航空団（JG3）の司令官補佐となって東部戦線に戻り、再びソ連を相手に戦うことになった。8月12日にJG3司令官に就任した。9月6日に100機撃墜を記録、3日後の9月9日に柏葉騎士鉄十字章を授与された。その後、JG3はスターリングラード攻防戦に地上部隊の支援を任務として参加、司令官ながら出撃を繰り返して次々とスコアを稼ぎ、12月17日には156機に到達し、柏葉剣付騎士鉄十字章を授与された。この際、エース・パイロットで指揮官としても優秀であったため、軍上層部は喪失を恐れて実戦での出撃を禁止した。しかし出撃禁止命令を無視して、その後も出撃していたという。
スターリングラード攻防戦は次第にドイツ軍が劣勢となり、1943年6月以降にJG3は本土防衛のためにドイツ本土やイタリア周辺に展開してアメリカ軍やイギリス軍と交戦した。1944年3月23日にドイツ本土での迎撃戦にメッサーシュミットBf109G2で出撃。ドイツ北西部のブラウンシュヴァイク周辺でアメリカ空軍を迎撃し、P-51マスタングを1機撃墜したが、別のP-51マスタングに撃墜され戦死。享年31歳。戦死後名誉特進により大佐となった。
生涯戦績は出撃回数732回、撃墜機数162機であった。